# Station Bytków
Station Bytków is een spoorwegstation in de Poolse plaats Siemianowice Śląskie.